# Ступніков Олександр Михайлович
Олександр Михайлович Ступніков (2 січня 1939, с. Оріхівка Лубенського району Полтавської області — 20 березня 2019, с. Вінницькі Хутори) — український художник. Працював у жанрах станкового та монументального живопису, графіки.

## Біографічна довідка
У 1962 році закінчив Лубенське державне художнє училище (педагог — В. М. Вайнберг).
У 1969 році закінчив відділення графіки Київського державного художнього інституту (педагог — Т. А. Лящук).
Основні твори: «Портрети бригадирів шляхоукладачів БАМу, Героїв Соц. Праці О. Бондаря та І. Варшавського» (1984), «На трасі БАМу» (1984), «Повернення з фронту» (1995), «Туман лягає» (1997), «Лист з фронту» (2010).
Член Вінницької обласної організації Національної спілки художників України з 1974 року.
Помер 20 березня 2019 р. на Вінницьких Хуторах.[джерело?]